# Therkel Stræde
Therkel Stræde (født 1953) er en dansk lektor i tysk samtidshistorie ved Syddansk Universitet. Stræde forsker og underviser især i Holocaust og nazisme. Stræde hører til blandt de mest fremtrædende danske holocaustforskere; også medicinske forsøg i det Tredje Rige forsker og underviser Stræde i.
Stræde bidrager afgørende til Netværk for Nazisme- og Holocauststudier (NNHS), som studerende har etableret. Netværket har fået besøg af en tidligere kz-fange og andre med speciel viden om anden verdenskrig, så som Albert Speers barnebarn, lektor Moritz Schramm. Blandt andet gennem netværket markerer Stræde forskellige mærkedage, som relaterer sig til begivenheder, der fandt sted i perioden 1933-45.
Stræde har også skrevet for den online udgave af Den Store Danske.

## Publikationer (uddrag)
- Larsen, Dennis; Stræde, Therkel (2014). En skole i vold : Bobruisk 1941-44: Frikorps Danmark og det tyske besættelsesherredømme i Hviderusland. København. ISBN 978-87-02-11157-6. OCLC 895661241.[23]

- Stræde, Therkel (2009). De nazistiske koncentrationslejre: studier og bibliografi. Syddansk Universitetsforlag. ISBN 978-87-7674-357-4. OCLC 326487169.

- Stræde, Therkel (2010). October 1943: the rescue of the Danish Jews from annihilation (engelsk). Udenrigsministeriet. ISBN 978-87-7087-425-0. OCLC 770840530.

- Sichrovsky, Peter (1988).  Stræde, Therkel; Lammers, Karl Christian (red.). Täter und Opfer: Kinder von Nazis und Juden berichten (tysk). ISBN 87-00-13924-6. OCLC 75556996.

- Mathiasen, Karsten; Stræde, Therkel (1984). Die dänischen Arbeiter in Deutschland 1940-45: kurze Übersicht (tysk). Historisk Institut.

- Rolf Hammer: anarchistischer Arzt in Kopenhagen (1865-1910): eine biographische Skizze (tysk). Historisk Institut. 1983.